# 토라 수디로

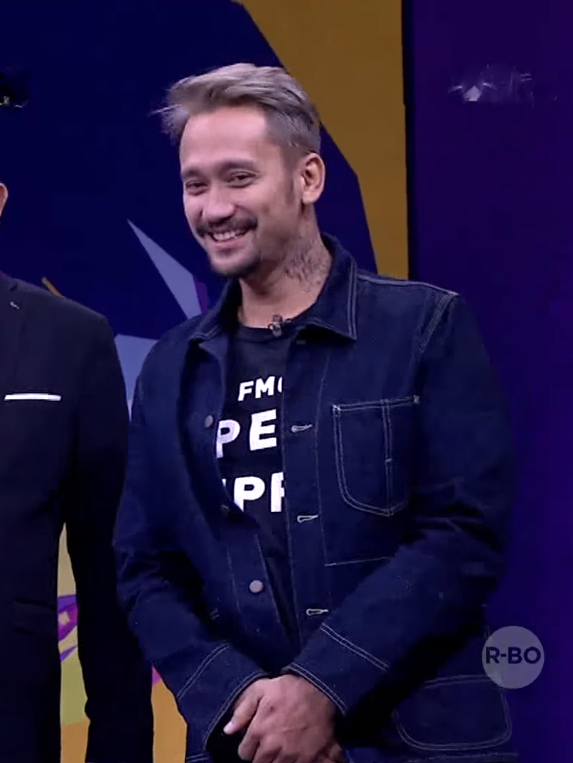

토라 수디로(Tora Sudiro, 1973년 5월 10일 ~ )는 인도네시아의 배우이다.
자카르타에서 태어났다.

## 영화
- 원 데이 웬 더 레인 폴스 (2012년)
- 마이 네임 이즈 딕 (2008년)
- 무지개 분대 (2008년)
- 러브러브 익스프레스 (2007년)
- 바뉴 비루 (2005년)
- 조니의 약속 (2005년)
- 아리산 (2003년)